# Carpark North (album)
 Denne artikel omhandler et album af Carpark North. Opslagsordet har også en anden betydning, se Carpark North.
Carpark North er det første album fra den danske elektrorockband trio Carpark North med hits som "Transparent & Glasslike" og "Kiss Me".
Musikken fra pladen er desuden med som soundtrack i den danske film Midsommer.

## Numre
1. "Homeland"
2. "Transparent and Glasslike"
3. "Theres a place"
4. "I and you"
5. "In the dark"
6. "Kiss me"
7. "40 days"
8. "Wild wonders"
9. "Spain"
10. "The last end"